# 은워야구
은워야구(Nwoya)는 우간다의 구로 행정 중심지는 은워야이며 면적은 4,736.2km2, 인구는 54,000명(2012년 기준)이다. 행정 구역상으로는 북부 주에 속한다. 북쪽으로는 아무루 구, 북동쪽으로는 굴루 구, 동쪽으로는 오얌 구, 남동쪽으로는 키리안동고 구, 남쪽으로는 마신디 구, 남서쪽으로는 불리사 구, 서쪽으로는 네비 구와 접한다.

## 같이 보기
- 아촐리족
- 북부주 (우간다)
- 우간다의 행정 구역